# Hollen (Beverstedt)

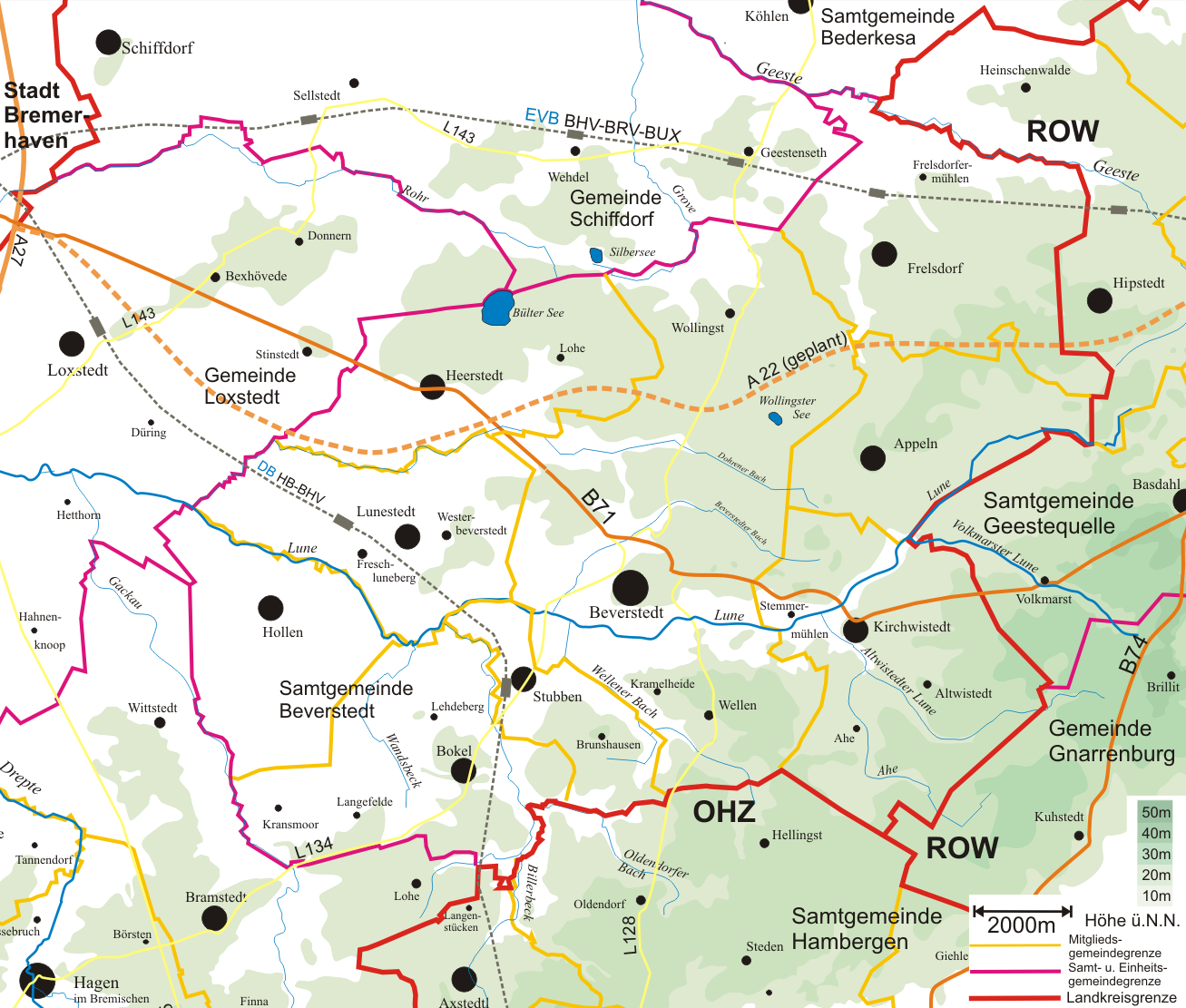
Die Ortschaften in der Einheitsgemeinde Beverstedt

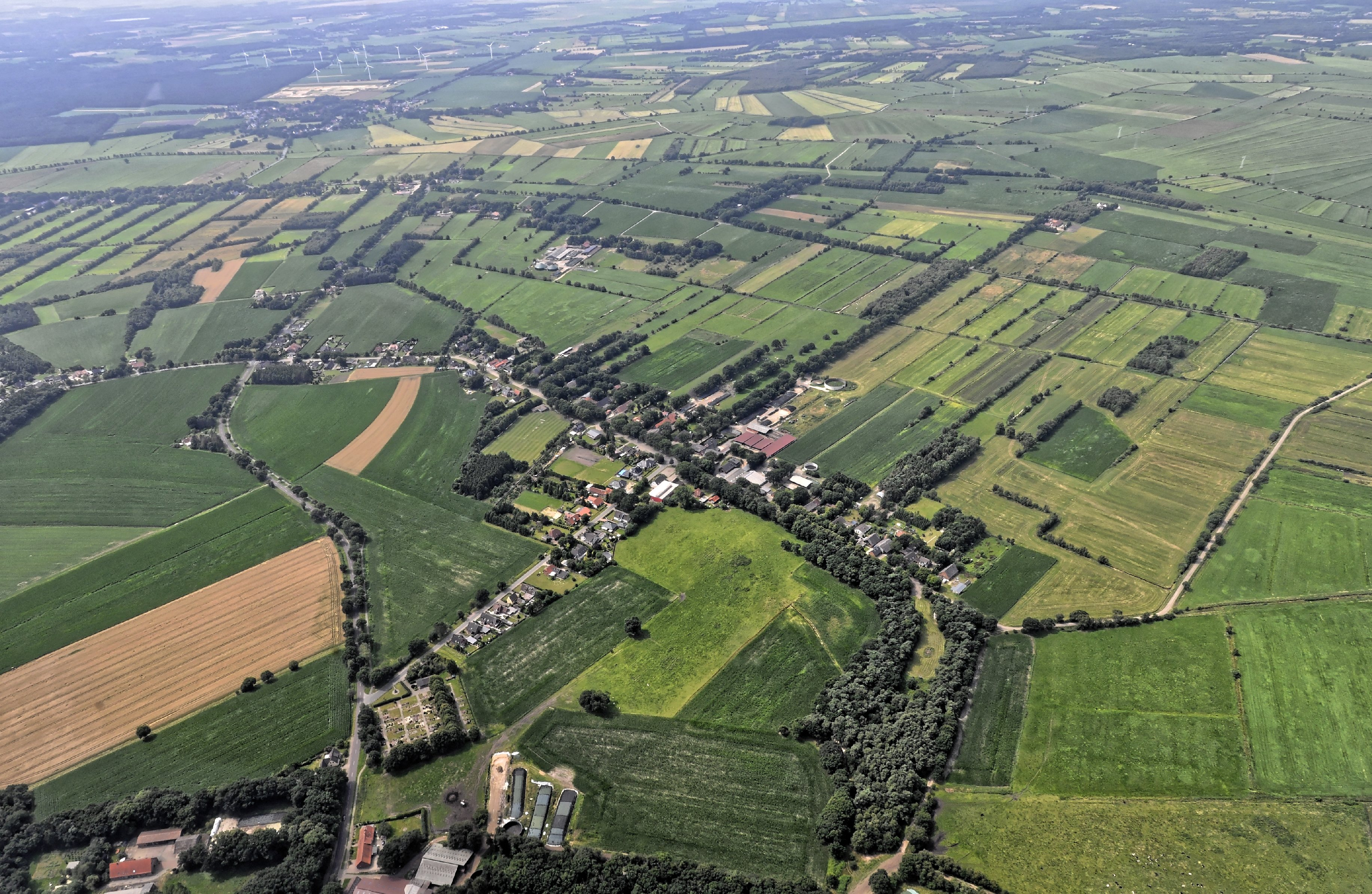
Hollen von oben

Hollen (niederdeutsch Hollen) ist eine Ortschaft in der Einheitsgemeinde Beverstedt im niedersächsischen Landkreis Cuxhaven.

## Geografie

### Ortsgliederung
Hollen besteht aus den Ortsteilen Hollenerkamp (alter Siedlungskern), Dreieinigkeit, Bei den Bauern (alter Ortskern), Schulstrasse, Alte Reihe, Neue Reihe, Am Felde, Martensreihe, Sühne, Fuchsberg, Hollenerheide sowie den während der Moorkolonisierung durch Jürgen Christian Findorff entstandenen Orten Heise und Oberheise.

### Flüsse
Nördlich fließt die Lune auf der Gemarkungsgrenze von Stubben bis Düring und westlich von Heise fließt der kleine Fluss Gackau, die im Volksmund auch einfach die Aue genannt wird. Sie mündet in die Lune und war zur Zeit der Torfgewinnung mit seinen angeschlossenen Kanälen der Transportweg für die Torfkähne von Kransmoor, Heise und Oberheise nach Bremerhaven und Bremen.

### Ausdehnung des Ortsgebiets
Vor einigen Jahrzehnten waren Heise und Oberheise noch eine getrennte Gemeinde, die Heise hieß, aber sie wurden schließlich von der Gemeinde Hollen aufgenommen. Aus Tradition besitzt Heise aber noch seinen eigenen Schützenverein. Die Freiwillige Feuerwehr ist angesichts der Ausdehnung der Ortsteile ebenfalls erhalten geblieben. Hollen ist einer der größeren Orte der Gemeinde Beverstedt.

### Nachbarorte
| Düring (Einheitsgemeinde Loxstedt)               | Lunestedt – Ortsteil Westerbeverstedt       | Lunestedt – Ortsteil Freschluneberg |
| Wittstedt (Einheitsgemeinde Hagen im Bremischen) | Kompassrose, die auf Nachbargemeinden zeigt |                                     |
| Bramstedt (Einheitsgemeinde Hagen im Bremischen) | Hollen – Ortsteil Heise                     | Bokel                               |

(Quelle:)

## Geschichte
Hollen wird 1105 in einer Urkunde des Bremer Erzbischofs Friedrich I. im Zusammenhang mit der Bramstedter Kirche erstmals erwähnt. Archäologische Funde lassen aber den Rückschluss zu, dass schon in der Altsteinzeit sich in der Gemarkungen Hollen Menschen ausgehalten haben. Eine lückenlose Besiedlung bis zur ersten schriftlichen Erwähnung konnte allerdings nicht nachgewiesen werden. Zur Zeit der ersten urkundlichen Erwähnung gab es in Hollen erst vier Bauernhöfe. Neue Höfe entstanden erst am Anfang des 19. Jahrhunderts, als zehn neue Kötnerstellen auf 740 Morgen Land in der Alten Reihe geschaffen wurden. Die neuen Bewohner kamen überwiegend aus dem Teufelsmoor und dessen Umgebung. Diese neuen Siedler waren aufgrund ihrer Erfahrung bei der Torfgewinnung geeignet, um das Land zu bewirtschaften. Denn der Torfabbau war die wichtigste Einnahmequelle der familiären Existenzsicherung. Weitere Höfe und Bewohner kamen in den nächsten 100 Jahren in den einzelnen Ortsteilen hinzu – und ein Schulgebäude am „Schuldamm“.
1819 wurde auch die Verkehrsanbindung nach Freschluneberg verbessert, indem eine Brücke über die Lune von beiden Gemeinden geplant und errichtet wurde. Davor gab es einen Fährbetrieb über die Lune. Die Brücke gewann noch größere wirtschaftliche Bedeutung als 1862 die Eisenbahnlinie zwischen Bremerhaven und Bremen, mit einem Bahnhof in Freschluneberg, fertiggestellt wurde. In der gesamten Unterweserregion unterstützte die neue Bahnlinie die allgemeine Aufwärtsentwicklung.
Heute gehört Hollen zur Kirchengemeinde Lunestedt. Mindestens seit dem Dreißigjährigen Krieg gehörte Hollen zum Amt Hagen, das unter schwedischer, hannoverscher und preußischer Herrschaft bis 1885 bestand und dann im Landkreis Geestemünde aufging. Im Jahr 1927 sind Hollen – Heise mit Oberheise noch eigenständig im Landkreis Geestemünde, Amtsgericht Hagen, Post Freschluneberg, Finanzamt Wesermünde-Land. 1932 ging dieser Landkreis im Landkreis Wesermünde auf, dieser wiederum am 1.8.1977 im Landkreis Cuxhaven.
Spätestens ab den 1970er-Jahren veränderte sich auch die ursprünglich Infrastruktur des Dorfes. Nach und nach verschwanden die Lebensmittelläden, traditionelle Handwerksbetriebe, die Post, Bankfilialen und mehrere landwirtschaftliche Betriebe.
Im Sommer 2005 wurde das 900-jährige Bestehen des Dorfes gefeiert.

### Eingemeindungen
Am 1. Juli 1968 wurde die zuvor selbständige Gemeinde Heise (mit Oberheise) in die Gemeinde Hollen eingemeindet.  Im gleichen Jahr wurde auch das bis dahin eigenständige Standesamt aufgegeben. 1971 wurde die Gemeinde Hollen eine der neun Mitgliedsgemeinden der Samtgemeinde Beverstedt. Mit dem Zusammenschluss ging auch die Zuständigkeit für die Schulbildung an die Samtgemeinde über.
Seit dem 1. November 2011 ist Hollen eine Ortschaft in der Einheitsgemeinde Beverstedt.

### Einwohnerentwicklung
In der zweiten Hälfte des 19. Jahrhunderts kam es zu einem deutlichen Anstieg der Einwohnerzahl in Hollen. Innerhalb von 50 Jahren erhöhte sich die Zahl der Bewohner von 156 im Jahr 1821 auf 411 im Jahr der Reichsgründung 1871. Trotz einer hohen Geburtenrate blieb der Bevölkerungsanstieg in den nächsten Jahrzehnten moderat. Gründe hierfür waren die Abwanderung z. B. nach Bremerhaven und besonders in den Jahren zwischen den beiden Weltkriegen sogar die Auswanderungen nach Übersee. Im und unmittelbar nach dem Zweiten Weltkrieg kamen Evakuierte und Vertriebene ins Dorf. 196 Menschen wurde in ca. zwei Jahren in der Gemeinde aufgenommen. Weitere Zuzüge folgten in den 1960er- und 1970er-Jahren, als in ganz Deutschland Städter auf's Land zogen. Dabei spielte die individuelle Motorisierung der Dorfbewohner eine wichtige Rolle, um nach Bremerhaven zur Arbeit fahren zu können.
| Jahr | Einwohner | Quelle |
| ---- | --------- | ------ |
| 1910 | 451       | [ 16 ] |
| 1933 | 495       | [ 17 ] |
| 1939 | 512       | [ 17 ] |
| 1950 | 743       | [ 18 ] |
| 1956 | 703       | [ 18 ] |
| 1973 | 869       | [ 19 ] |
| 1975 | 0901 ¹    | [ 20 ] |
| 1980 | 0848 ¹    | [ 21 ] |

| Jahr | Einwohner | Quelle |
| ---- | --------- | ------ |
| 1985 | 874 ¹     | [ 21 ] |
| 1990 | 823 ¹     | [ 21 ] |
| 1995 | 828 ¹     | [ 21 ] |
| 2000 | 884 ¹     | [ 21 ] |
| 2005 | 880 ¹     | [ 21 ] |
| 2010 | 846 ¹     | [ 21 ] |
| 2016 | 7930      | [ 22 ] |
| 2021 | 7950      | [ 1 ]  |

¹ jeweils zum 31. Dezember
|  |

## Politik

### Gemeinderat und Bürgermeister
Auf kommunaler Ebene wird die Ortschaft Hollen vom Gemeinderat aus Beverstedt vertreten.

### Ortsvorsteher
Der Ortsvorsteher von Hollen ist Thomas Krumme (SPD). Die Amtszeit läuft von 2021 bis 2026.

### Wappen
Der Entwurf des Kommunalwappens von Hollen stammt von dem Heraldiker und Wappenmaler Albert de Badrihaye, der zahlreiche Wappen im Landkreis Cuxhaven erschaffen hat.
| Wappen von Hollen | Blasonierung: „In Blau drei aus silbernem Hügel wachsende goldene Riedbüschel.“ |
| Wappen von Hollen | Wappenbegründung: Die aus einem Hügel wachsenden Riedbüschel weisen auf die Ableitung des Ortsnamens von der mundartlichen Bezeichnung „Hollen“ für bucklige Erhöhungen im Moor hin. |

## Kultur und Sehenswürdigkeiten

### Bauwerke

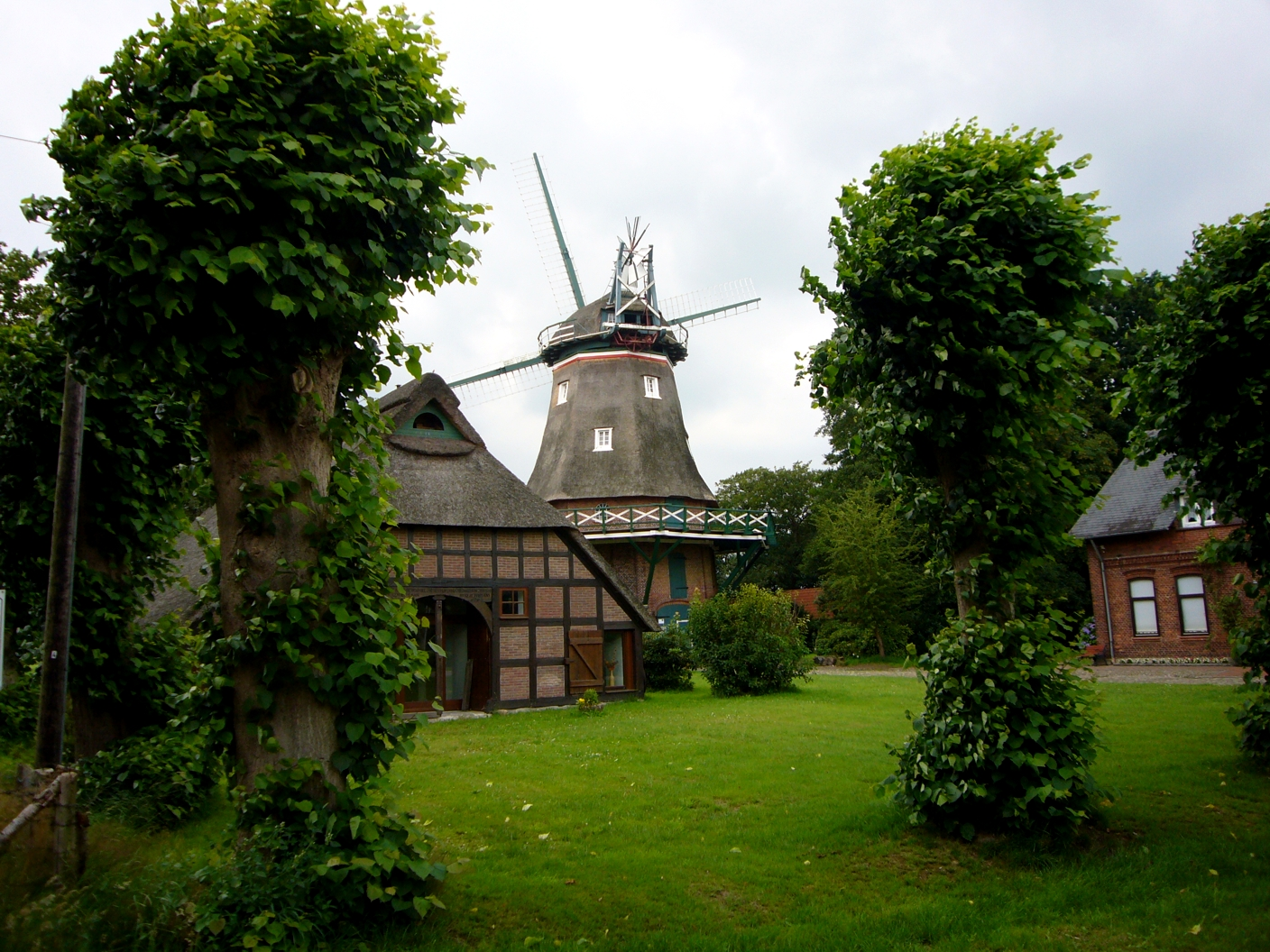
Holländerwindmühle im Ortsteil Heis

- Holländerwindmühle im Ortsteil Heise
- Scheune Bei den Bauern 1 in Fachwerk von 1839
- Heiser Schiffgraben und Treidelpfad,  Kanalabschnitt aus der Zeit der Moorkultivierung

### Friedhof
Der Hollener Friedhof wurde 1875 angelegt. Die Andachtshalle aus dem Jahr 1969 befindet sich links vom Zugangsbereich und ist unmittelbar an der Schulstraße gelegen. Im Ortsteil Heise besteht ein weiterer Friedhof.

### Gedenksteine und Denkmäler

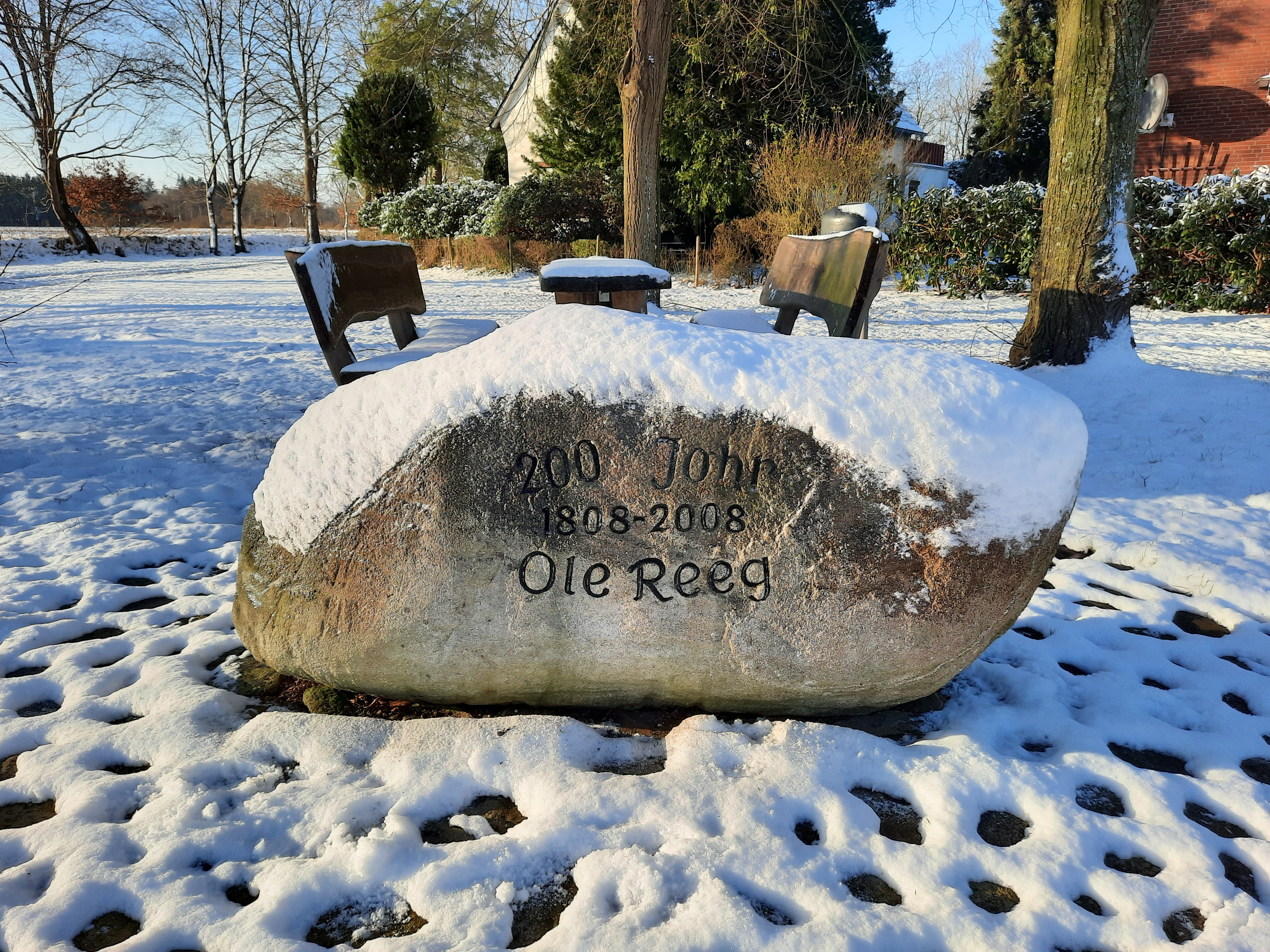
Gedenkstein in der Alten Reihe

- Findling mit dem Text: 900 Jahre Hollen 1105 – 2005; Straße Bei den Bauern, in der Nähe des Friedhofs.
- 200 Johr Ole Reeg 1808 – 2008; etwa in der Mitte des Straßenverlaufs der Alten Reihe.
- Ehrenmal für die Gefallenen der beiden Weltkriege; vor dem Hollener Friedhof. In den Ortsteilen Heise und Oberheise gibt es jeweils ein weiteres Ehrenmal.
- Gedenkstein mit dem Text: Gemeinde Hollen bis 31.10.2011; an der Kreuzung Schulstraße, Neue Reihe.

### Museen

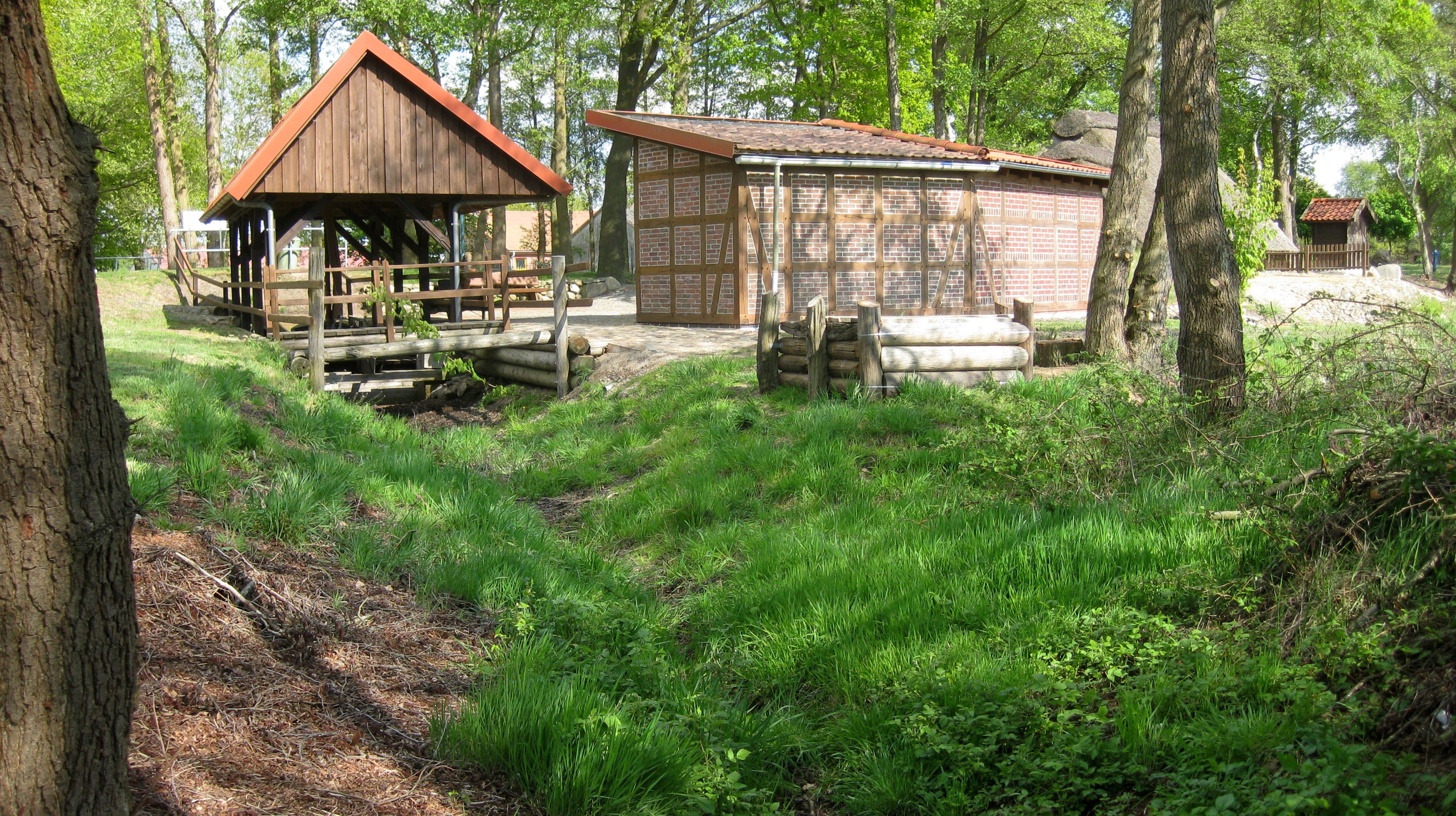
Freilichtmuseum „Jan vom Moor und Klappstau“

An der Straße zwischen Hollen und Wittstedt liegt das Museum Jan vom Moor und Klappstau in Heise, das 1998 eingeweiht wurde und die Geschichte der Moorkolonisierung nachzeichnet. Gleich nebenan gibt es eine 120 Jahre alte Galerie-Holländer-Windmühle, die in Privatinitiative wiederhergestellt wurde. Die Mühle lässt sich besichtigen.
Im Ortsteil Heise befindet sich das Schulmuseum in der ehemaligen Schule Heise. Dort ist eine Klasse eingerichtet, und viele Objekte aus der Schulgeschichte sind zu sehen: Landkarten, Fibeln, Schulbücher, Hefte usw.

### Musik
Die traditionellen Feiern wie das Schützenfest begleitet der Spielmannszug. Zudem gibt es die Rockband Six Tons.

### Naturdenkmäler
- die Hollener Pesteiche
- der Findling  Opferstein. Der Hollener Opferstein liegt in den Kreistannen. Mehrere Spaltversuche aus den vorigen Jahrhunderten haben den Findling nicht teilen können. In den 1930er Jahren stand dort eine Waldhütte, die ein beliebtes Wanderziel war.
- der Findling Grauer Hengst

Siehe auch: Liste der Naturdenkmale im Landkreis Cuxhaven.

### Sport
In der Dorfmitte von Hollen befinden sich ein Sportplatz und eine im Jahre 2004 fertiggestellte Mehrzweckhalle. Daneben haben der Spielmannszug und der erfolgreiche Fahnenschwenkerverein einen Trainingsraum. Die Deutsche Meisterschaft im Fahnenschwingen fand 2008 in Beverstedt statt. Im Ort gibt es den Schützenverein Hollen, der Schießsport in einer Schützenhalle im Ortsteil Hollener Heide ausübt.
Sehr erfolgreich ist auch die Tischtennisabteilung des TSV Hollen. Seit über fünf Jahrzehnten gehört der Tischtennissport zu den Vorzeigeprojekten der Gemeinde. Regelmäßig finden in der Gemeinde attraktive, teilweise auch mehrtägige Sportveranstaltungen statt.

## Wirtschaft, Kommunikation und Verkehr
In Hollen sind viele Kleinunternehmer vertreten sowie die Zentrale des Maschinenrings Wesermünde-Osterholz.
Seit 2020 ist die Gemeinde an das Netz der Deutschen Glasfaser angeschlossen.
Der Ort verfügt über ein Anruf-Sammeltaxi-System (AST).

## Personen, die mit dem Ort in Verbindung stehen
- Hermann Siebert (1924–1998), Bürgermeister der Gemeinde Hollen und der Samtgemeinde Beverstedt
- Johann Granz (1938–2013), Ortsheimatpfleger von Hollen,[27] Vorsitzender des TSV Hollen (1984–1991)
- Dieter Lilkendey (1934–2021), Bürgermeister der Gemeinde Hollen, Gründer und Vorsitzender des Fördervereins der Freunde, Förderer des Freilichtmuseums Jan vom Moor, Klappstau und Schulmuseum

## Sagen und Legenden
- Die Hollener Pesteiche

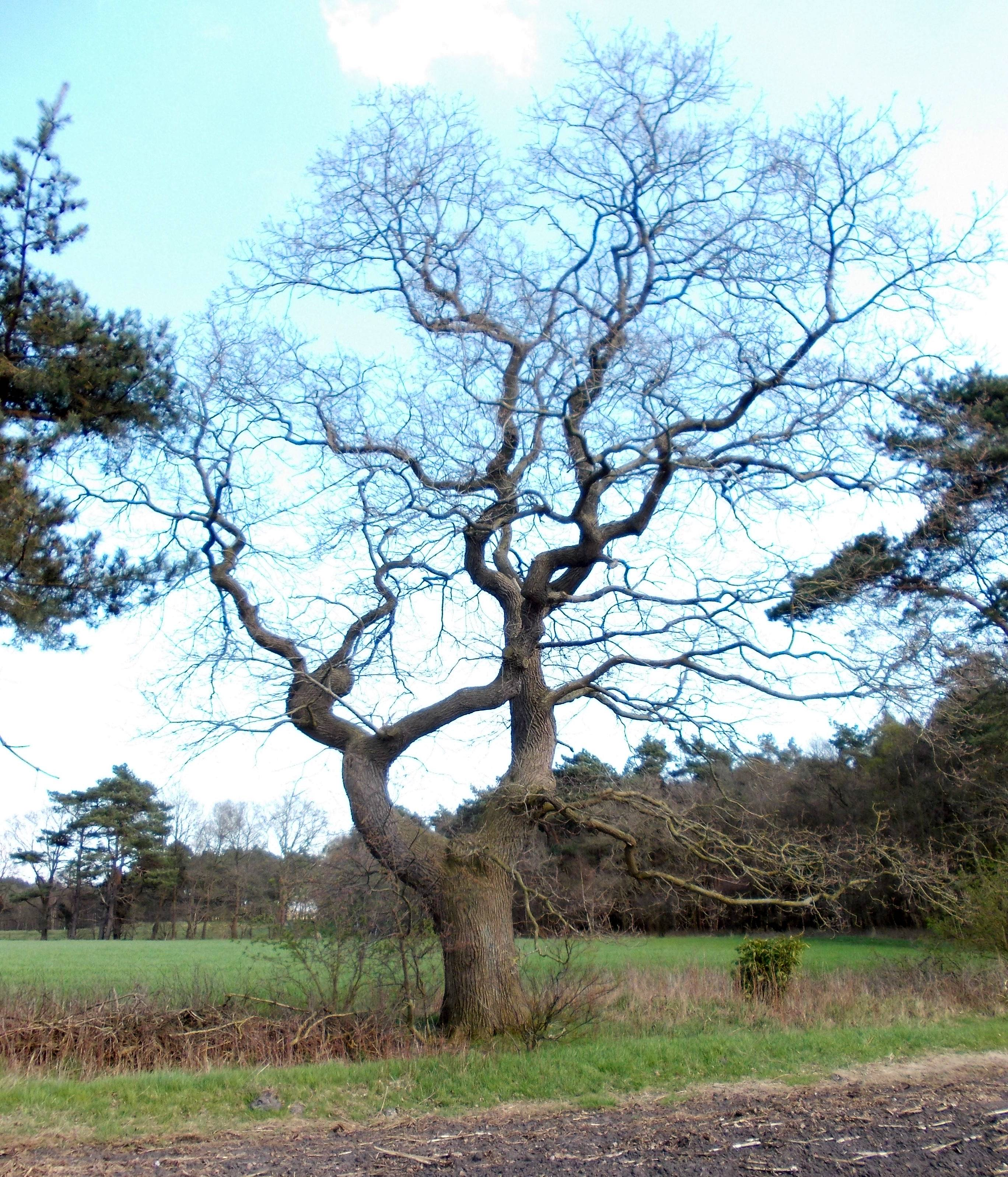
Pesteiche in Hollen

- Vom Bauern, der im Grabe keine Ruhe fand
- Die Butterhexe von Hollen

(Quelle:)